# Enkianthus perulatus
Enkianthus perulatus ( dodan-tsutsuji ) es una especie de planta con flores de la familia Ericaceae, originaria de Japón. Es un arbusto caducifolio compacto, de crecimiento lento, que eventualmente crece 2 m a lo alto y ancho. Las umbelas colgantes de flores blancas puras en forma de campana en primavera son seguidas en otoño por colores de hojas rojas y amarillas brillantes. Sus hojas son ovadas y de color verde medio a brillante. Crece en zonas boscosas soleadas.
Cultivada, esta planta ha ganado el Premio al Mérito del Jardín de la Royal Horticultural Society .

Es la flor de Chizu, Tottori, donde se lleva a cabo un festival doudan tsutsuji en mayo.

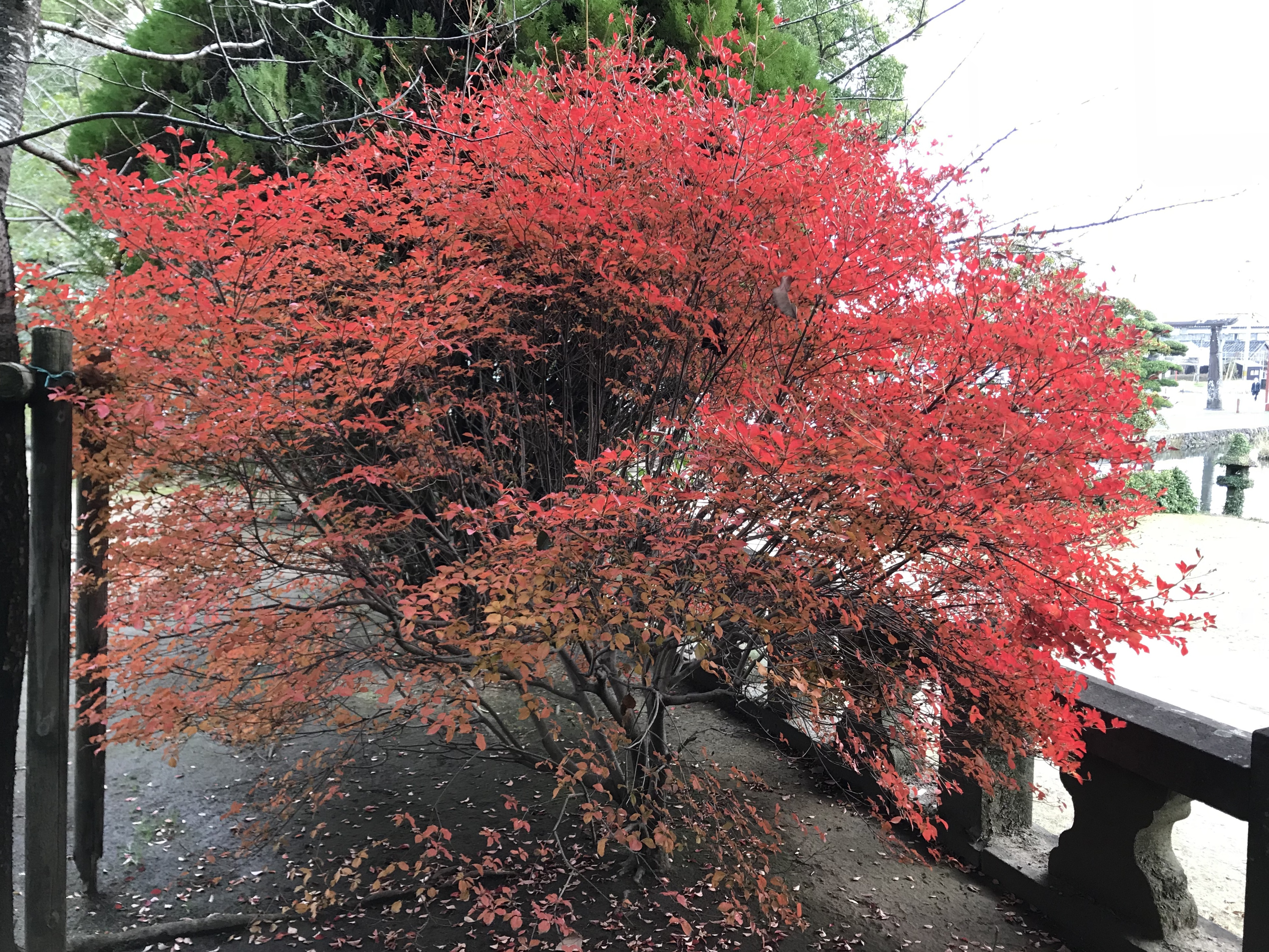
Santuario de Okayama, Parque Ogi